# Баффало (Оклахома)
Баффало (англ. Buffalo) — місто (англ. town) в США, в окрузі Гарпер штату Оклахома. Населення — 1039 осіб (2020).

## Географія
Баффало розташоване за координатами 36°50′7″ пн. ш. 99°37′40″ зх. д. / 36.83528° пн. ш. 99.62778° зх. д. (36.835223, -99.627744).  За даними Бюро перепису населення США в 2010 році місто мало площу 2,08 км², уся площа — суходіл. В 2017 році площа становила 2,93 км², уся площа — суходіл.

### Клімат
| Клімат : Баффало         | Клімат : Баффало | Клімат : Баффало | Клімат : Баффало | Клімат : Баффало | Клімат : Баффало | Клімат : Баффало | Клімат : Баффало | Клімат : Баффало | Клімат : Баффало | Клімат : Баффало | Клімат : Баффало | Клімат : Баффало | Клімат : Баффало |
| Показник                 | Січ.             | Лют.             | Бер.             | Квіт.            | Трав.            | Черв.            | Лип.             | Серп.            | Вер.             | Жовт.            | Лист.            | Груд.            | Рік              |
| Середній максимум, °C    | 9,5              | 12,9             | 18,2             | 24,1             | 28,2             | 33,3             | 36,5             | 35,6             | 30,7             | 25,2             | 16,3             | 10,6             | 23,4             |
| Середній мінімум, °C     | −6,6             | −4,1             | 0,7              | 6,6              | 12,0             | 17,3             | 20,3             | 19,2             | 14,7             | 7,7              | 0,5              | −4,9             | 6,9              |
| Норма опадів, мм         | 13               | 25               | 48               | 61               | 112              | 102              | 76               | 89               | 79               | 48               | 41               | 20               | 714              |
| ------------------------ | ---------------- | ---------------- | ---------------- | ---------------- | ---------------- | ---------------- | ---------------- | ---------------- | ---------------- | ---------------- | ---------------- | ---------------- | ---------------- |
| Джерело: Weatherbase.com |                  |                  |                  |                  |                  |                  |                  |                  |                  |                  |                  |                  |                  |

## Демографія
Згідно з переписом 2010 року, у місті мешкало 1299 осіб у 520 домогосподарствах у складі 342 родин. Густота населення становила 625 осіб/км².  Було 653 помешкання (314/км²).
Расовий склад населення:
| - 88,4 % — білих - 0,8 % — корінних американців - 0,2 % — чорних або афроамериканців - 0,2 % — азіатів - 8,8 % — осіб інших рас |

До двох чи більше рас належало 1,7 %. Частка іспаномовних становила 20,4 % від усіх жителів.
За віковим діапазоном населення розподілялося таким чином: 26,4 % — особи молодші 18 років, 54,4 % — особи у віці 18—64 років, 19,2 % — особи у віці 65 років та старші. Медіана віку мешканця становила 37,2 року. На 100 осіб жіночої статі у місті припадало 86,6 чоловіків;  на 100 жінок у віці від 18 років та старших — 88,2 чоловіків також старших 18 років.
Середній дохід на одне домашнє господарство  становив 50 084 долари США (медіана — 39 844), а середній дохід на одну сім'ю — 68 510 доларів (медіана — 57 917). Медіана доходів становила 34 837 доларів для чоловіків та 21 705 доларів для жінок. За межею бідності перебувало 12,6 % осіб, у тому числі 16,8 % дітей у віці до 18 років та 10,5 % осіб у віці 65 років та старших.
Цивільне працевлаштоване населення становило 628 осіб. Основні галузі зайнятості: освіта, охорона здоров'я та соціальна допомога — 26,1 %, сільське господарство, лісництво, риболовля — 22,8 %, будівництво — 9,9 %, публічна адміністрація — 7,6 %.